# Массовые торнадо 10–11 декабря 2021 года

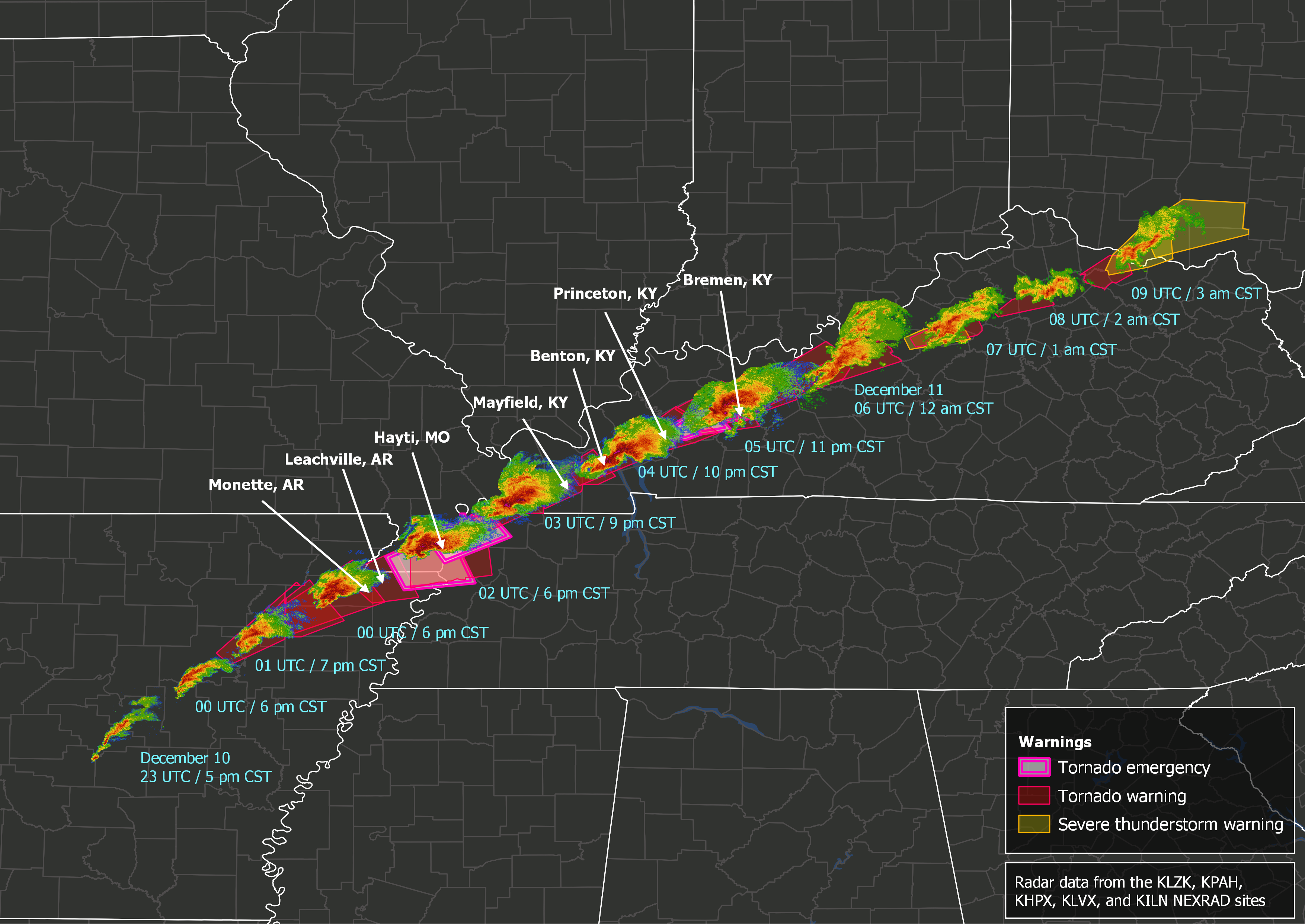
Радарный снимок пути продвижения суперячейки грозового облака, вызвавшей серию торнадо

Массовые торнадо 10—11 декабря 2021 года — уникальная по силе серия торнадо, затронувшая некоторые районы Юга и Среднего Запада США с вечера 10 декабря до раннего утра 11 декабря 2021 года. Произошла в процессе продвижения области пониженного давления, при взаимодействии с влажной и нестабильной атмосферой в долине реки Миссисипи. Торнадо начали возникать на северо-востоке Арканзаса, а затем распространилась на Миссури, Иллинойс, Теннесси и Кентукки (на илл.). Вспышка торнадо была признана самым разрушительным за всю историю торнадо в декабре в США.

## Ход событий
Катастрофа была вызвана серией гроз в атмосферной суперъячейке с длинным шлейфом, которая произвела семейство сильных торнадо в четырёх штатах. Первые торнадо возникли в северо-восточном Арканзасе и проследовали через юг штата Миссури, задев города Монетт и Личвилл (Арканзас), а также Хейти и Карутерсвилл (Миссури); после пересечения Миссисипи и части Западного Теннесси шторм прошёл по западной части штата Кентукки, нанеся катастрофические повреждения городу Мэйфилд.
По предварительным оценкам, семейство торнадо, могло пройти до 250 км. Другие грозы и связанные с ними торнадо затронули части восточного Миссури, южного Иллинойса, западного и среднего Теннесси, а также западного и центрального Кентукки поздним вечером и ночью 11 декабря, включая два сильных торнадо, обрушившихся на города Боулинг-Грин (Кентукки) и Дефайенс (Миссури).

## Последствия
По предварительным оценкам, в результате торнадо в четырех штатах погибло от 75 до 100 человек, в том числе в городе Мэйфилд (Кентукки) погибло от 50 до 70 жителей. Стихия разрушила свечной завод, склад компании Amazon и дом престарелых. Мэр Мэйфилда Кэти Стюарт О’Нан сказала телеканалу CBS, что свечной завод «выглядит так, как будто на него упала бомба». Здание полностью разрушено. Таким образом, данный эпизод является самым смертоносным торнадо в истории штата Кентукки, превзойдя торнадо в районе Луисвилля 27 марта 1890 года, в результате которого погибло не менее 76 человек.
По данным на 13 декабря, только в штате Кентукки погибли 74 человека, 109 пропали без вести. Самому младшему из погибших было 5 месяцев, самому старшему — 86 лет.